# Summer Pack
Summer Pack è il terzo EP del rapper statunitense Childish Gambino, pubblicato l'11 luglio 2018 sotto l'etichetta RCA Records.

## Il disco
L'EP si compone di due sole tracce, che richiamano l'atmosfera estiva menzionata nei titoli sia del progetto, sia degli stessi brani. Per entrambi i brani, sono stati resi disponibili i rispettivi videoclip su YouTube. Feels Like Summer, la quale canzone ha ricevuto una candidatura a miglior brano R&B ai Grammy Awards 2019, è stata successivamente incorporata nell'album 3.15.20, con il titolo 42.26.

## Tracce
Testi e musiche di Donald Glover e Ludwig Göransson.
1. Summertime Magic – 3:33
2. Feels Like Summer – 4:57